# Rozdělení Koreje

Detailní záběr na korejskou demilitarizovanou zónu, která obklopuje demarkační linii

Korejský poloostrov byl rozdělen podél 38. rovnoběžky na sever od roku 1945 do roku 1950 a podél demarkační linie od roku 1953 do současnosti.

Rozdělení Koreje začalo 15. srpna 1945 oficiálním oznámením kapitulace Japonska, tak konči Tichomořské bojiště Druhé Světové války. Během války se již spojenečtí vůdci zabývali otázkou budoucnosti Koreje po případné kapitulaci Japonska ve válce. Vůdci dospěli k dohodě, že Korea bude osvobozena od Japonska, ale bude umístěna pod mezinárodní poručnictví, dokud Korejci nebudou považováni za připravené k samostatné vládě. V posledních dnech války USA navrhly rozdělení Korejského poloostrova na dvě okupační zóny (americkou a sovětskou) s 38. rovnoběžkou jako dělicí čárou. Sověti jejich návrh přijali a souhlasili s rozdělením Koreje.
Mělo se za to, že toto rozdělení bylo pouze dočasným opatřením, dokud nebude možné zrušit poručnictví. V prosinci 1945 vyústila moskevská konference ministrů zahraničí v dohodu o pětiletém korejském poručnictví čtyř mocností. S vypuknutím studené války a dalšími mezinárodními i domácími faktory, včetně korejského odporu vůči poručnictví, však jednání mezi USA a Sovětským svazem v následujících dvou letech selhala. Tím byl v podstatě anulován jediný dohodnutý rámec pro znovuvytvoření nezávislého a sjednoceného korejského státu.
Celá záležitost byla postoupena Organizace spojených národů (OSN). V roce 1948, poté, co OSN nedokázala dosáhnout výsledku přijatelného pro Sovětský svaz, se volby pod dohledem OSN konaly pouze na Američany okupovaném jihu. Syngman Rhee vyhrál volby, zatímco Kim Ir-sen upevnil svou pozici vůdce Sověty okupované Severní Koreje. To vedlo k založení Korejské republiky v Jižní Koreji dne 15. srpna 1948, po kterém okamžitě následovalo založení Korejské lidově demokratické republiky v Severní Koreji dne 9. září 1948. Spojené státy podporovaly jih, Sovětský svaz podporoval sever a každá vláda si nárokovala suverenitu nad celým Korejským poloostrovem.
Dne 25. června 1950 Severní Korea napadla Jižní Koreu ve snaze znovu sjednotit poloostrov pod svou komunistickou vládou. Následná korejská válka, která trvala od roku 1950 do roku 1953, skončila patem a zanechala zemi rozdělenou Korejskou Demilitarizovanou Zónou (KDM) až do současnosti.
Dne 27. dubna 2018, během mezikorejského summitu v roce 2018, byla mezi nejvyšším vůdcem Severní Koreje Kim Čong-unem a prezidentem Jižní Koreje Mun Če-inem přijata Pchanmundžomská deklarace o míru, prosperitě a znovusjednocení Korejského poloostrova. Během mezikorejského summitu v září 2018 bylo přijato několik opatření směřujících ke znovusjednocení podél hranice, jako je zrušení strážních stanovišť a vytvoření nárazníkových zón s cílem zabránit střetům. Dne 12. prosince 2018 vojáci z obou Korejí poprvé v historii překročili demarkační linii do opozičních zemí.

## Historické pozadí

### Japonská vláda (1910–1945)
Když skončila v roce 1905 rusko-japonská válka, Korea se stala nominálním protektorátem Japonska a v roce 1910 byla anektována Japonskem. Korejský císař Gojong byl odstraněn. V následujících desetiletích se objevily nacionalistické a radikální skupiny, které bojovaly za nezávislost. Tyto skupiny, rozdílné ve svých názorech a přístupech, se nedokázaly spojit v jednom národním hnutí. Korejská prozatímní vláda v čínském exilu nedosáhla širokého uznání.

### Druhá světová válka

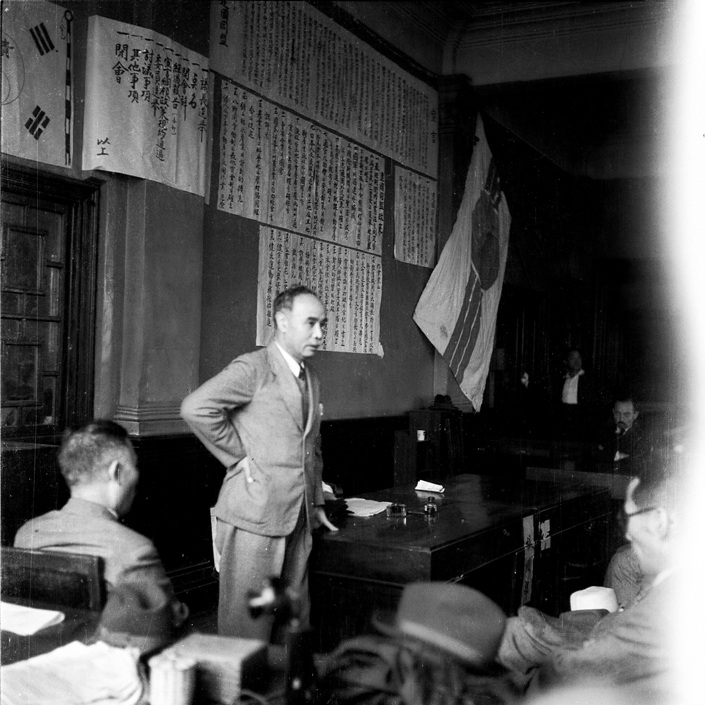
Lju Woon-hjung při projevu ve Výboru pro přípravu korejské nezávislosti v Soulu 16. srpna 1945

Na konferenci v Káhiře v listopadu 1943, uprostřed druhé světové války, se Franklin D. Roosevelt, Winston Churchill a Čankajšek dohodli, že Japonsko by mělo ztratit všechna území, která dobylo silou. Na konci konference tyto tři mocnosti prohlásily, že „mají na paměti zotročení korejského lidu, … rozhodly, že v pravý čas se Korea stane svobodnou a nezávislou.“ Roosevelt navrhoval myšlenku vytvoření poručenství nad Koreou, ale nezískal souhlas ostatních mocností. Roosevelt tuto myšlenku předložil Josifu Stalinovi na konferenci v Teheránu v listopadu 1943 a na Jaltské konferenci v únoru 1945. Stalin s tím souhlasil, ale zasazoval se, aby poručenská lhůta byla krátká.
Na konferencích v Teheránu a Jaltě Stalin slíbil, že se připojí ke svým spojencům ve válce za Tichomoří do dvou až tři měsíců po vítězství v Evropě. 8. srpna 1945, dva dny po svržení první atomové bomby na Hirošimu, před svržením druhé bomby na Nagasaki, vyhlásil SSSR válku Japonsku. Po vypuknutí války vrchní velitel sovětských sil na Dálném východě, maršál Aleksandr Vasilevskij, vyzval Korejce, aby povstali proti Japonsku, a řekl, že „v Soulu se zvedá prapor svobody a nezávislosti.“
Sovětská vojska rychle postupovala a americká vláda se začala obávat, že obsadí celou Koreu. Dne 10. srpna 1945 byli dva mladí důstojníci – Dean Rusk a Charles Bonesteel – pověřeni vymezením americké okupační zóny. V extrémně krátkém časovém předstihu a zcela nepřipraveni použili mapu National Geographic k rozhodnutí o 38. rovnoběžce jako dělicí čáru. Vybrali si ji, protože rozdělovala zemi přibližně na dvě poloviny, ale hlavní město Soul by se tím dostalo pod americkou kontrolu. Tento krok nebyl konzultován s žádnými odborníky. Oba muži nevěděli, že před čtyřiceti lety Japonsko a předrevoluční Rusko diskutovaly o rozdělení Koreje na stejné paralele. Rusk později řekl, že kdyby to věděl, „téměř jistě" by zvolil jinou linii. Divize umístila šestnáct milionů Korejců do americké zóny a devět milionů do sovětské zóny. Rusk poznamenal, že „i když to bylo dále na sever, než by bylo reálně dosažitelné americkými silami, v případě sovětských neshod… považovali jsme za důležité zahrnout hlavní město Koreje do oblasti odpovědnosti amerických jednotek.“ Poznamenal také, že „čelil nedostatku amerických sil, které byly okamžitě k dispozici, a časovým a prostorovým faktorům, které by ztížily dosažení velmi daleko na sever, než by sovětská vojska mohla vstoupit do oblasti.“ K překvapení Američanů, Sovětský svaz rozdělení okamžitě přijal. Dohoda byla začleněna do Generálního rozkazu č. 1 (schváleného 17. srpna 1945) o kapitulaci Japonska.

### Osvobození, zmatek a konflikt
Sovětské síly zahájily obojživelné vylodění v Koreji 14. srpna rychle obsadily severovýchod země a 16. srpna vylodily ve Wonsanu. Do 24. srpna dosáhla Rudá armáda Pchjongjangu, druhého největšího města Korejského poloostrova po Soulu.
V průběhu srpna probíhala směsice oslav, zmatků a konfliktů, které byly způsobeny především nedostatkem informací, které Korejcům poskytli Spojenci. Široká veřejnost se o rozdělení Koreje dozvěděla až v době, kdy Sověti vstoupili do Pchjongjangu.
Mezitím v Soulu na počátku srpna začal generál Nobujuki Abe, poslední japonský generální guvernér Koreje, kontaktovat Korejce, aby jim nabídl vedoucí roli při předání moci. Poprvé nabídl tuto pozici Song Jin-wooovi, bývalému šéfovi novin The Dong-A Ilbo, který byl považován za zastánce korejského aktivismu za nezávislost na poloostrově. Song odmítl tuto pozici, kterou považoval za ekvivalent role Wang Ťing-weje, vládce japonského loutkového státu v Číně. Místo toho raději počkal, až, jak mnozí očekávali a doufali, se KPV vrátí na poloostrov a ustaví plně domácí korejskou vládu. 15. srpna Abe místo toho nabídl místo Lju Woon-hjungovi, který ji přijal, k nelibosti Songa. Toho dne Lju oznámil veřejnosti, že Japonsko přijalo podmínky kapitulace stanovené v Postupimské deklaraci, k jásotu Korejců a zděšení asi 777,000 japonských obyvatel poloostrova. S rozpočtem 20,000,000 jenů od koloniální vlády se Lju pustil do organizování komise Committee for the Preparation of Korean Independence (CPKI). CPKI začala přebírat bezpečnostní situaci ve městě a koordinovat svou činnost s místními samosprávami na celém poloostrově. Organizace se však nakonec skládala převážně z levicově orientovaných komunistů, což Songa ještě více rozzuřilo. Ljuh se několikrát pokoušel přesvědčit Songa, aby se připojil ke CPKI nebo ji podpořil, ale jejich setkání pokaždé skončilo překřikováním.
Několik týdnů před příchodem Američanů do Soulu bylo hlavní město zaplaveno vlnami fám, z nichž některé mohly být šířeny japonskými vojáky, aby rozptýlili veřejnost, zatímco se připravovali na odchod z poloostrova. Zvěsti o tom, že sovětští vojáci se chystají dorazit vlakem do Soulu, vyvolaly při několika příležitostech buď davovou paniku, nebo u některých levicově orientovaných Korejců oslavy. Dokonce i sovětský velvyslanec v Soulu byl zmatený a telefonoval, aby se ujistil, zda přijedou sovětští vojáci. Další fáma, šířená jak letáky, tak pirátským rozhlasovým vysíláním, tvrdila, že vznikla „Severovýchodní republika“, se Sung-manem Rhee jako prezidentem, Kim Ku jako premiérem, Kim Ir-senem jako ministrem vojenských záležitostí a Ljuhem jako ministrem zahraničí.
16. srpna mladí důstojníci japonské armády v Soulu zuřivě protestovali proti rozhodnutím koloniální vlády. Navzdory ujištění koloniální vlády Komunistické straně Číny o minimálním vměšování Japonců do jejich záležitostí armáda prohlásila, že na protest Komunistické strany Číny tvrdě potrestá jakékoli nepokoje.
6. září byl do Soulu svolán kongres zastupitelů, který založil krátce existující Korejskou lidovou republiku (KLR). V duchu konsenzu byl prezidentem nominován konzervativní starší státník Sung-man Rhee, který žil v exilu v USA. Song 7. září oznámil založení vlastního výboru National Foundation Preparation Committee (NFPC), který má přímo čelit KLR. NFPC však měla v korejské politice minimální roli a po svém návratu se nakonec spojila s KLR.

## Po druhé světové válce

### Divize (od 2. září 1945)

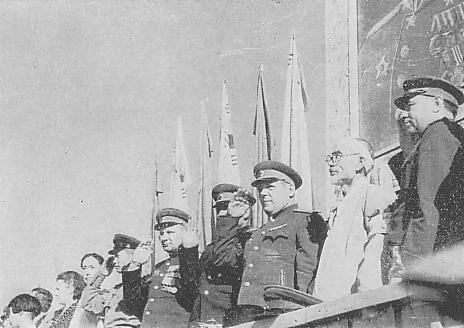
Oslava uvítání Rudé armády v Pchjongjangu dne 14. října 1945

Sověti se během svého postupu severní Koreou setkali s malým odporem Japonců a pomáhaly jim různé korejské skupiny. Když sovětská vojska vstoupila 24. srpna do Pchjongjangu, našla místní pobočku Výboru, která fungovala pod vedením zkušeného nacionalisty Čo Man-sika. Sovětská armáda umožnila fungování těchto „lidových výborů“ (které byly přátelské k Sovětskému svazu). V září 1945 vydala sovětská administrativa vlastní měnu, „Rudá armáda zvítězila“.
V důsledku destrukce způsobené Sovětskému svazu během druhé světové války Sověti postrádali zdroje a vůli vytvořit v Koreji plnohodnotný satelitního státu a Korejci se těšili vyšší úrovni autonomie ve srovnání se Sověty ovládanými východoevropskými státy. Sověti s sebou přivezli řadu Korejců, kteří žili v Sovětském svazu, z nichž někteří byli členy Komunistické strany Sovětského svazu, s úmyslem vytvořit socialistický stát. Na rozdíl od jihu nenabídly bývalé japonské okupační úřady Sovětům prakticky žádnou pomoc a dokonce ničily továrny, doly a úřední záznamy.
Během sovětské okupace se sovětští vojáci dopouštěli rozsáhlého znásilňování a rabování jak Japonců, tak Korejců. Vojákům bylo dovoleno posílat kořist zpět domů. Toto týrání se zmírnilo po příchodu vojenské policie v lednu 1946.
V roce 1946 převzal vedení administrativy generálplukovník Terentii Shtykov a začal lobbovat u sovětské vlády za finanční prostředky na podporu churavějící ekonomiky. Štykovova silná podpora Kim Ir-sena, který strávil poslední roky války výcvikem se sovětskými jednotkami v Mandžusku, byla rozhodující pro jeho vzestup k moci. V únoru 1946 byla vytvořena prozatímní vláda s názvem Prozatímní lidový výbor Severní Koreje pod vedením Kim Ir-sena. Následovaly konflikty a mocenské boje na nejvyšších úrovních vlády v Pchjongjangu, když různí uchazeči manévrovali, aby získali mocenské pozice v nové vládě.
V prosinci 1946 Štykov a dva další generálové navrhli výsledky voleb do Prozatímního výboru bez jakéhokoli korejského přispění. Generálové rozhodovali o přesném rozdělení křesel mezi stranami, počtu poslankyň a obecněji o přesném sociálním složení zákonodárného sboru. Původní severokorejská ústava z roku 1948 byla především Stalinem a Štykovem.
V březnu 1946 zavedla prozatímní vláda rozsáhlý program pozemkové reformy: půda patřící Japoncům a kolaborantským vlastníkům půdy byla rozdělena a přerozdělena chudým farmářům. Organizováním mnoha chudých civilistů a zemědělských dělníků pod lidovými výbory rozpoutala celonárodní masová kampaň nadvládu starých pozemkových tříd. Statkářům bylo dovoleno ponechat si pouze stejné množství půdy jako chudí civilisté, kteří si kdysi pronajali půdu, což vedlo k mnohem rovnoměrnějšímu rozdělení půdy. Severokorejská pozemková reforma byla provedena méně násilným způsobem než v Číně nebo ve Vietnamu. Oficiální americké zdroje uvedly: „Podle všeho byli bývalí vůdci vesnice jako politická síla odstraněni, aniž by se uchýlili ke krveprolití, ale byla věnována mimořádná péče, aby se zabránilo jejich návratu k moci.“ Zemědělci reagovali pozitivně; mnoho kolaborantů, bývalých statkářů a křesťanů uprchlo na jih, kde někteří z nich získali pozice v nové jihokorejské vládě. Podle americké vojenské vlády odešlo na jih jako uprchlíci 400,000 Severokorejců.
Klíčová průmyslová odvětví byla znárodněna. Ekonomická situace byla na severu téměř stejně obtížná jako na jihu, protože Japonci soustředili zemědělství a služby na jihu a těžký průmysl na severu. Sovětské síly byly staženy 10. prosince 1948.

### Americká okupace jižní Koreje

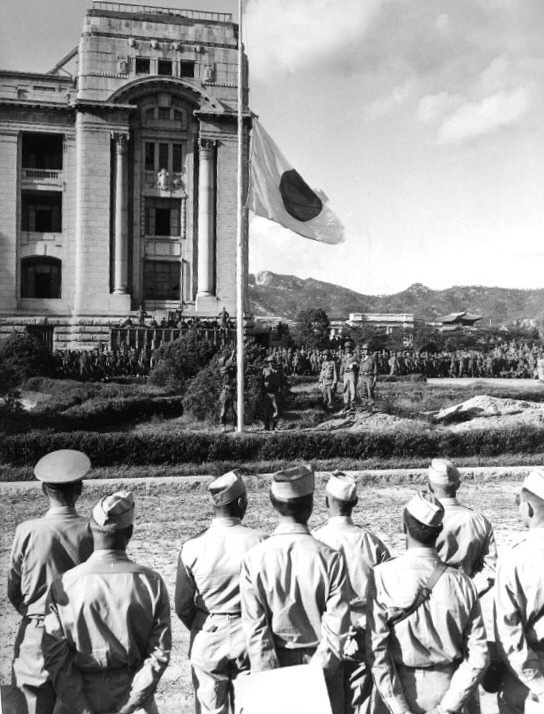
Japonci předali vládu americké armádě v Soulu 9. září 1945

Vzhledem k tomu, že se americká vláda obávala sovětské expanze a japonské úřady v Koreji varovaly před mocenským vakuem, bylo datum nalodění amerických okupačních sil třikrát posunuto. Dne 7. září 1945 vydal generál Douglas MacArthur proklamaci č. 1 ke korejskému lidu, v níž oznámil americkou vojenskou kontrolu nad Koreou jižně od 38. rovnoběžky a ustanovil angličtinu jako oficiální jazyk během vojenské kontroly. Tentýž den oznámil, že generálporučík John R. Hodge bude spravovat korejské záležitosti. Hodge se vylodil v Inčchonu se svými vojáky 8. září 1945, což znamenalo začátek vojenské vlády armády Spojených států v Koreji (USAMGIK).
MacArthur jako vrchní velitel spojeneckých sil sil nakonec velel jižní Koreji v letech 1945 až 1948 kvůli nedostatku jasných rozkazů nebo iniciativy z Washingtonu, D.C. Sbor náčelníků štábů nebo Ministerstvo zahraničí nedostaly od MacArthura žádný plán nebo pokyn, jak vládnout Koreji. Hodge byl během vojenské okupace přímo podřízen MacArthurovi a GHQ (generálnímu velitelství) v Tokiu, nikoliv Washingtonu, D.C. Tříleté období okupace americkou armádou bylo chaotické a bouřlivé ve srovnání s velmi pokojnou a stabilní americkou okupací Japonska v letech 1945 až 1952. Hodge a jeho XXIV. sbor byli vycvičeni k boji, nikoli k diplomacii a vyjednávání s mnoha různými politickými skupinami, které se objevily v postkoloniální Jižní Koreji:bývalými japonskými kolaboranty, prosovětskými komunisty, antisovětskými komunisty, pravicovými skupinami a korejskými nacionalisty. Nikdo z Američanů v armádě ani na ministerstvu zahraničí na Dálném východě koncem roku 1945 nemluvil korejsky, což vedlo k vtipům mezi Korejci, že korejští překladatelé ve skutečnosti řídí jižní Koreu. Prozatímní vláda Korejské republiky, která operovala z Číny, vyslala k Hodgeovi delegaci se třemi tlumočníky, ale ten se s nimi odmítl setkat. Stejně tak Hodge odmítl uznat nově vzniklou Korejskou lidovou republiku a její lidové výbory a 12. prosince ji postavil mimo zákon.
Japonští civilisté byli repatriováni, včetně téměř všech průmyslových manažerů a techniků; více než 500 000 v prosinci 1945 a 786 000 v srpnu 1946. V narušené ekonomice docházelo k prudké cenové inflaci, až byl v létě 1946 zaveden přídělový systém a cenová kontrola.
V září 1946 povstaly tisíce dělníků a rolníků proti vojenské vládě. Toto povstání bylo rychle poraženo a nedokázalo zabránit plánovaným říjnovým volbám říjnovým volbám do jihokorejského prozatímního zákonodárného shromáždění. Zahájení shromáždění bylo odloženo na prosinec, aby se vyšetřila rozsáhlá obvinění z volebních podvodů.
Horlivý antikomunista Sung-man Rhee, který byl prvním prezidentem prozatímní vlády a později pracoval jako prokorejský lobbista v USA, se stal nejprominentnějším politikem na Jihu. Rhee tlačil na americkou vládu, aby upustila od jednání o poručenství a vytvořila na jihu nezávislou Korejskou republiku. 19. července 1947 byl Lju Woon-hjung, poslední vysoce postavený politik oddaný levo-pravému dialogu, zavražděn devatenáctiletým mužem jménem Han Chigeun, nedávným uprchlíkem ze Severní Koreje a aktivním členem nacionalistické pravicové Společnost bílých košil.
USAMGIK a později nově vytvořená jihokorejská vláda čelily řadě levicových povstání, z nichž některá byla podporována Severní Koreou, která byla nakonec potlačena. V průběhu několika následujících let bylo zabito mezi 30 000 a 100 000 lidmi. Většina obětí byla způsobena povstáním na Čedžu.

### Americko-sovětská společná komise

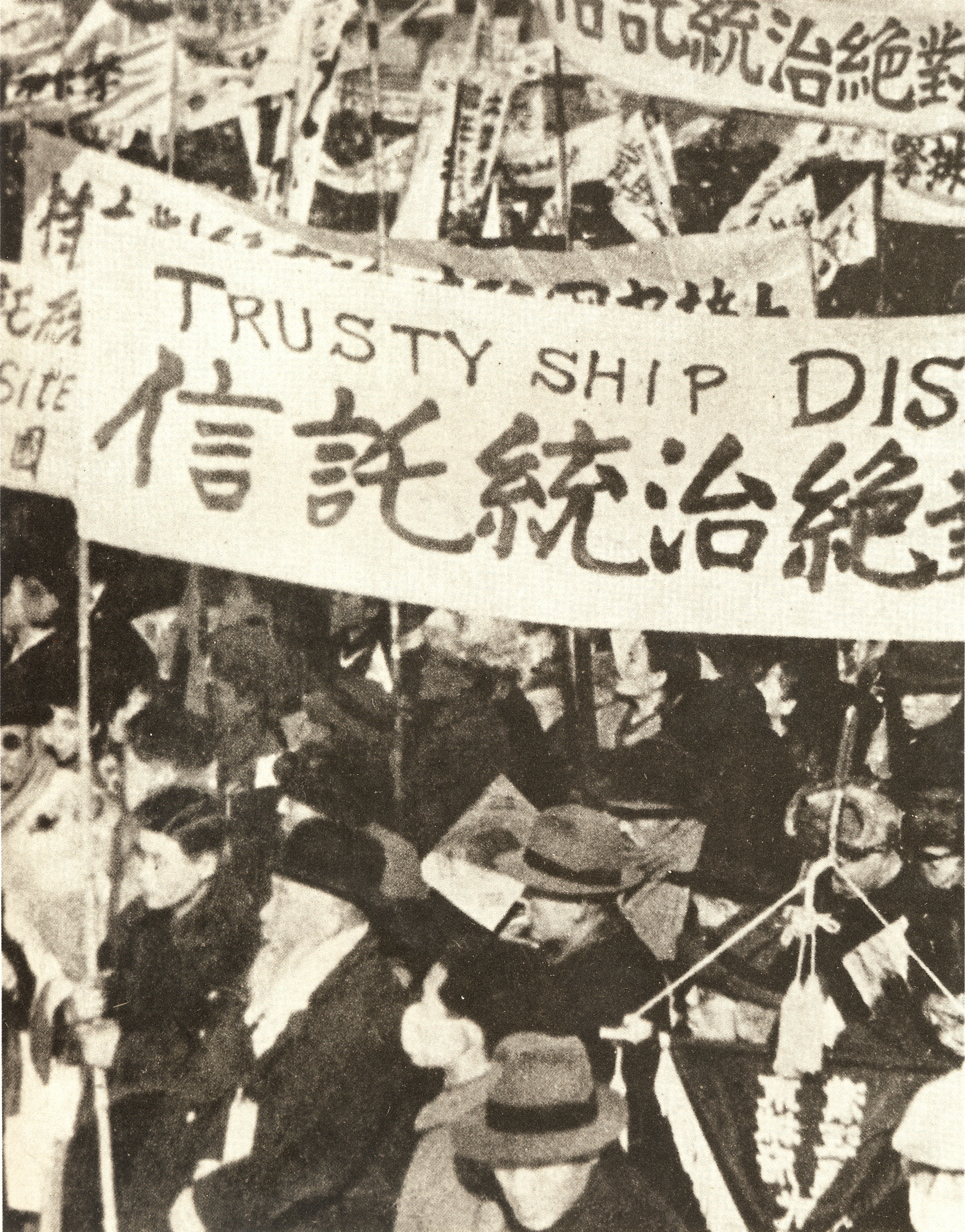
Protesty Anti-trusteeship Movement na jihu (prosinec 1945)

V prosinci 1945 se na moskevské konferenci Spojenci dohodli, že Sovětský svaz, USA, Čínská republika a Británie se budou podílet na poručenství nad Koreou po dobu až pěti let v rámci přípravy na získání nezávislosti. To povzbudilo hnutí Anti-trusteeship Movement, které požadovalo okamžitou nezávislost poloostrova. Komunistická strana Koreje, která byla úzce spojena s Komunistickou stranou Sovětského svazu, však poručenství podporovala. Podle historika Fjodora Tertitského dokumentace z roku 1945 naznačuje, že sovětská vláda zpočátku neměla žádné plány na trvalé rozdělení.
V letech 1946 a 1947 se sešla komise Soviet-US Joint Commission, aby pracovala na sjednocené administrativě, ale nepodařilo se jí dosáhnout pokroku kvůli rostoucímu antagonismu studené války a korejskému odporu vůči poručenství. V roce 1946 navrhl Sovětský svaz Ljuha Woon-hjunga jako vůdce sjednocené Koreje, ale USA to odmítly. Mezitím se prohloubila propast mezi těmito dvěma zónami. Rozdíly v politice mezi okupačními mocnostmi vedly k polarizaci politiky a přesunu obyvatelstva mezi Severem a Jihem. V květnu 1946 bylo zakázáno překračovat 38. rovnoběžku bez povolení. Na závěrečném zasedání smíšené komise v září 1947 sovětský delegát Terentij Štykov navrhl, aby se sovětská i americká vojska stáhla a dala korejskému lidu příležitost vytvořit si vlastní vládu. To USA odmítly.

### Intervence OSN a vytvoření samostatných vlád

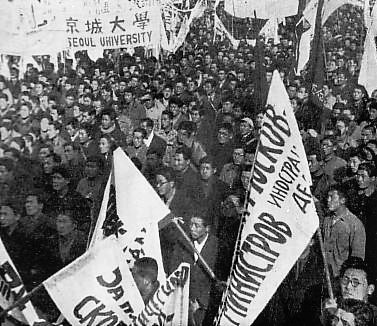
Jihokorejská demonstrace na podporu U.S.-Soviet Joint Commission v roce 1946

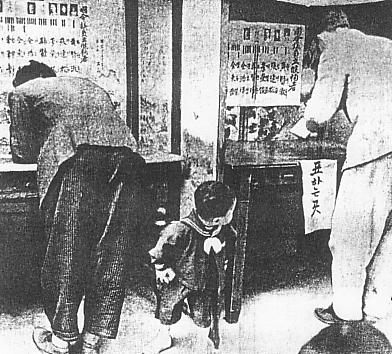
Parlamentní volby v Jižní Koreji 10. května 1948

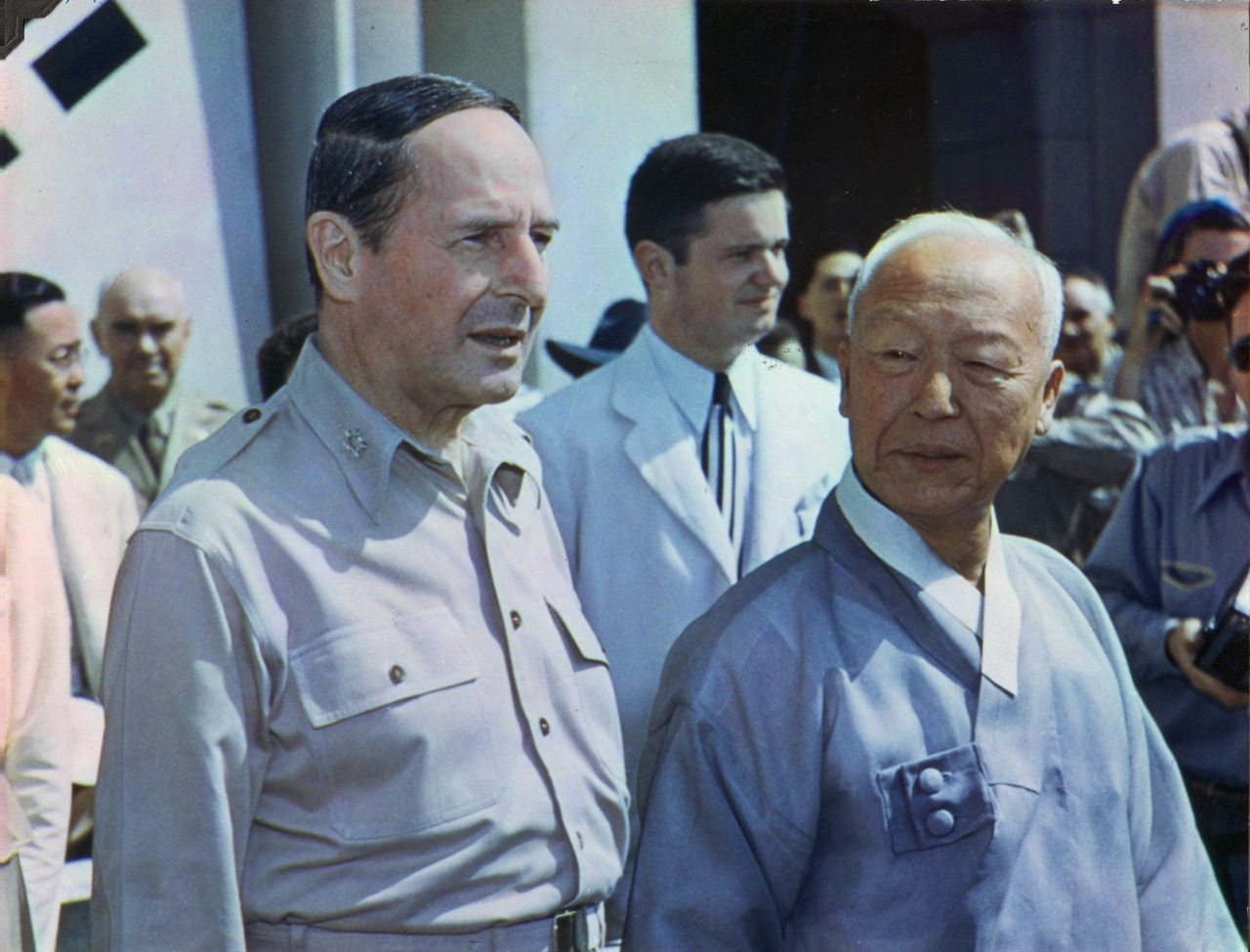
Generál MacArthur při slavnostním předání Vrchní Velitel Spojeneckých Sil prezidentu Sung-man Rhee 15. srpna 1948

Vzhledem k tomu, že Smíšená komise nedokázala pokročit, předložily USA v září 1947 problém Organizaci spojených národů. Sovětský svaz se stavěl proti zapojení OSN. OSN schválila 14. listopadu 1947 rezoluci, v níž prohlásila, že by se měly konat svobodné volby, zahraniční vojska by měla být stažena a měla by být vytvořena Dočasná komise OSN pro Koreu (UNTCOK). Sovětský svaz hlasování bojkotoval a nepovažoval rezoluci za závaznou s argumentem, že OSN nemůže zaručit spravedlivé volby. Vzhledem k absenci sovětské spolupráce bylo rozhodnuto uspořádat volby pod dohledem OSN pouze na jihu. To bylo v rozporu se zprávou předsedy komise K. P. S. Menona, který argumentoval proti separátním volbám. Někteří delegáti UNTCOK se domnívali, že podmínky na jihu poskytují nespravedlivou výhodu pravicovým kandidátům, ale byli přehlasováni.:s.211–212
Rozhodnutí přistoupit k separátním volbám bylo mezi mnoha Korejci nepopulární, protože je právem považovali za předehru k trvalému rozdělení země. Generální stávky na protest proti tomuto rozhodnutí začaly v únoru 1948. V dubnu povstali obyvatelé ostrova Čedžu proti hrozícímu rozdělení země a rozvinulo se povstání v plném rozsahu. Jihokorejští vojáci byli vysláni, aby povstání potlačili. Potlačování povstání se vystupňovalo od srpna 1948 po vyhlášení jihokorejské nezávislosti. Povstání bylo do května 1949 z velké části poraženo a v konfliktu bylo zabito 25,000 až 30,000 lidí a 70% vesnic bylo vypáleno jihokorejskými jednotkami. Povstání se znovu rozhořelo s vypuknutím korejské války.
V dubnu 1948 se v Pchjongjangu sešla konference organizací ze severu a jihu. Jižanští politici Kim Koo a Kim Kju-sik se konference zúčastnili a bojkotovali volby na jihu, stejně jako další politici a strany.:s.211,507 Konference vyzvala k vytvoření jednotné vlády a stažení zahraničních vojsk. Syngman Rhee a generál Hodge konferenci odsoudili. Kim Koo byl zavražděn následující rok.
Dne 10. května 1948 se na jihu konaly všeobecné volby. Došlo k němu uprostřed rozsáhlého násilí a zastrašování, stejně jako bojkotu ze strany odpůrců Sung-man Rhee. Dne 15. srpna Republika Koreje (Daehan Minguk) formálně převzala moc od americké armády, přičemž prvním prezidentem se stal Sung-man Rhee. USAMGIK byl formálně rozpuštěn a byla vytvořena Korejská vojenská poradní skupina, která měla za úkol cvičit a poskytovat podporu jihokorejské armádě. Americké síly se začaly stahovat v procesu, který byl dokončen v roce 1949. Na severu byla 9. září vyhlášena Demokratická lidová republika Korea (Chosŏn Minjujuŭi Inmin Konghwaguk), s Kim Ir-senem jako premiérem.
Dne 12. prosince 1948 přijalo Valné shromáždění OSN zprávu UNTCOK a prohlásilo Korejskou republiku za "jedinou zákonnou vládu v Koreji". Žádný z členů UNTCOK se však nedomníval, že by volby vedly k ustavení legitimního národního parlamentu. Australská vláda, která měla v komisi svého zástupce, prohlásila, že s volbami "zdaleka není spokojena".
Nepokoje na jihu pokračovaly. V říjnu 1948 došlo k povstání Yeosu-Suncheon, ve kterém některé pluky odmítly potlačení povstání na Čedžu a vzbouřily se proti vládě. V roce 1949 vláda Sung-mana Rheeho založila Ligu Bodo, aby dohlížela na své politické oponenty. Většinu členů Ligy Bodo tvořili nevinní farmáři a civilisté, kteří byli ke členství donuceni. Registrovaní členové nebo jejich rodiny byli popraveni na začátku korejské války. Dne 24. prosince 1949 jihokorejská armáda zmasakrovala občany Mungyeongu, kteří byli podezřelí ze sympatizování s komunisty, nebo jejich rodiny, a připsala vinu komunistům.

## Korejská válka
Toto rozdělení Koreje po více než tisíci letech sjednocení považovaly oba režimy za kontroverzní a dočasné. Od roku 1948 až do začátku občanské války 25. června 1950 se ozbrojené síly obou stran zapojily do řady krvavých konfliktů podél hranice. V roce 1950 tyto konflikty dramaticky eskalovaly, když severokorejské síly napadly Jižní Koreu, což vyvolalo Korejskou válku. Organizace spojených národů zasáhla, aby ochránila Jih, a vyslala jednotky vedené USA. Při okupaci jihu se Korejská lidově demokratická republika pokusila sjednotit Koreu pod svým režimem, iniciovala znárodnění průmyslu, pozemkovou reformu a obnovení lidových výborů.

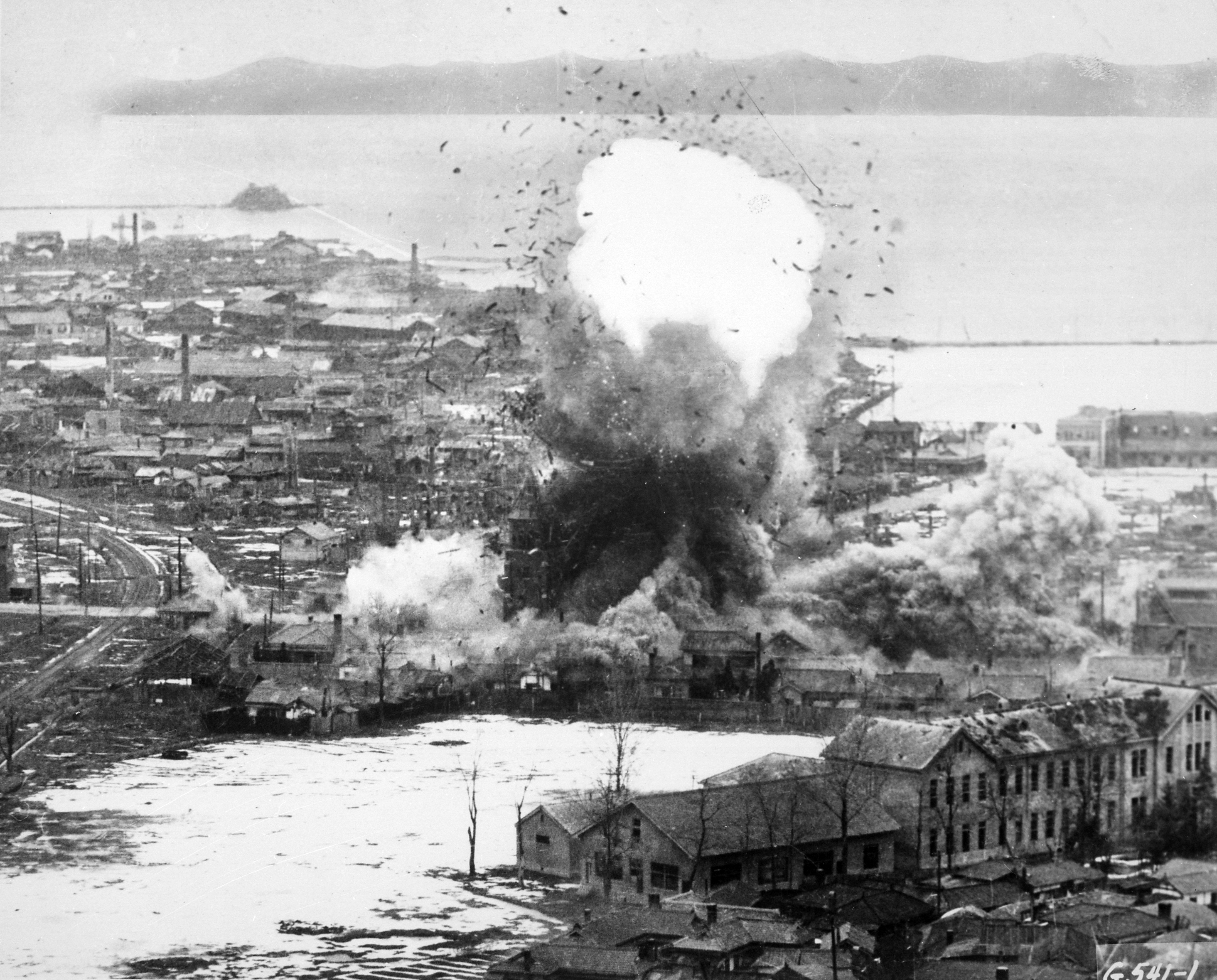
Americká letadla bombardující Wonsan, Severní Korea, 1951

Zatímco intervence OSN byla koncipována jako obnovení hranice na 38. rovnoběžce, Syngman Rhee tvrdil, že útok Severu hranici vymazal. Podobně vrchní velitel OSN generál Douglas MacArthur prohlásil, že má v úmyslu sjednotit Koreu, ne jen zahnat severokorejské síly zpět za hranici. Sever však obsadil 90 % jihu, dokud nedošlo k protiútoku sil vedených USA. Když byly severokorejské síly vytlačeny z jihu, jihokorejské síly překročily 1. října 38. rovnoběžku a americké síly a další síly OSN je následovaly o týden později. Stalo se tak navzdory varování Čínské lidové republiky, že zasáhne, pokud americké jednotky překročí rovnoběžku. Když Korejská republika okupovala sever, pokusila se sjednotit zemi pod svým režimem, přičemž Korejská národní policie prosazovala politickou indoktrinaci.:s.281–282 Když se Američany vedené síly prosadily na severu, Čína rozpoutala protiútok, který je zahnal zpět na jih.

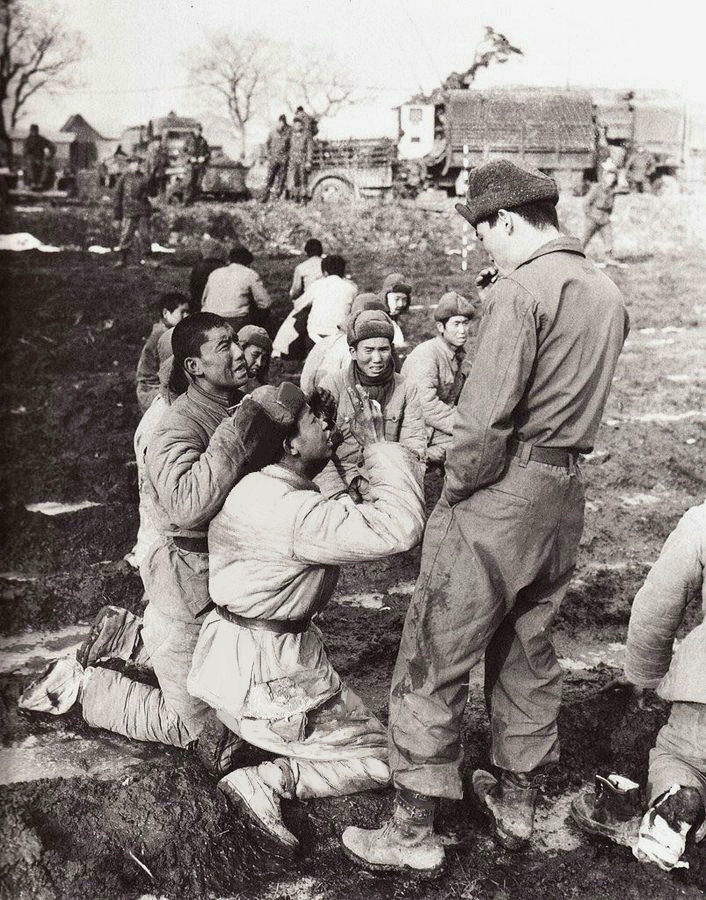
Zajatí čínští vojáci prosí jihokorejského vojáka o milost v domnění, že budou popraveni, 1951

V roce 1951 se frontová linie stabilizovala poblíž 38. rovnoběžky a obě strany začaly uvažovat o příměří. Rhee však požadoval, aby válka pokračovala, dokud nebude Korea sjednocena pod jeho vedením. Komunistická strana podporovala linii příměří založenou na 38. rovnoběžce, ale Organizace spojených národů podporovala linii založenou na území drženém oběma stranami, které bylo vojensky ubránitelné. Postoj OSN, formulovaný Američany, byl v rozporu s konsensem, který vedl k jednáním. Původně Američané navrhovali linii, která by procházela Pchjongjangem, daleko na sever od frontové linie. Číňané a Severokorejci se nakonec dohodli na hranici na vojenské linii dotyku, nikoli na 38. rovnoběžce, ale tato neshoda vedla k klikatému a zdlouhavému vyjednávacímu procesu.

## Příměří

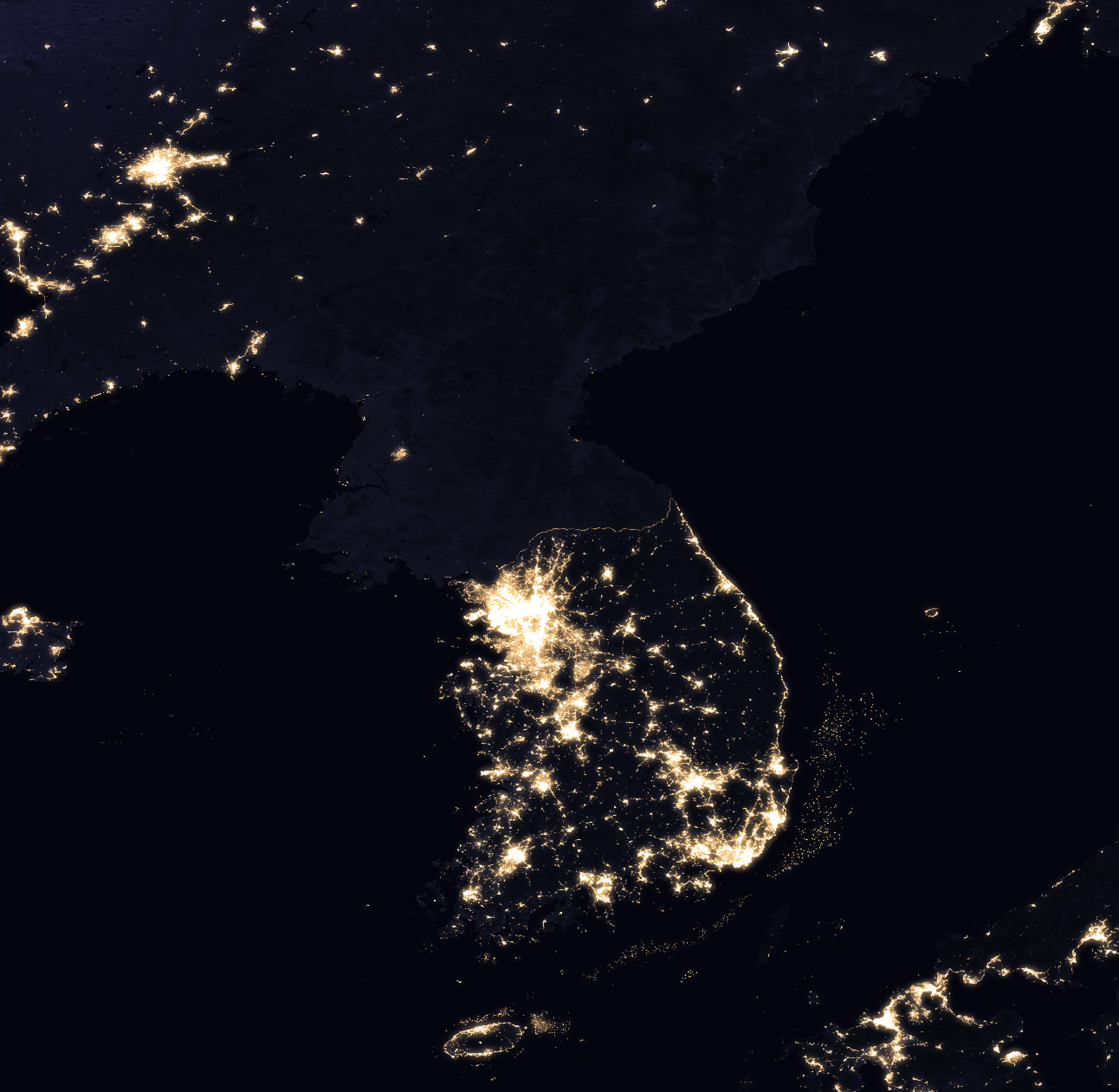
Rozdíly mezi oběma státy jsou jasně patrné na nočním záběru z vesmíru, na kterém svítí v Severní Koreji jen minimum světel

Korejská dohoda o příměří byla podepsána po třech letech války. Obě strany se dohodly na vytvoření 4 kilometry široké nárazníkové zóny mezi státy, známé jako Korejská demilitarizovaná zóna (DMZ). Tato nová hranice, odrážející území držené oběma stranami na konci války, protínala diagonálně 38. rovnoběžku. Rhee odmítl přijmout příměří a nadále naléhal na znovusjednocení země silou. Navzdory pokusům obou stran o znovusjednocení země válka udržovala rozdělení Koreje a vedla k trvalému spojenectví mezi Jižní Koreou a USA a stálé americké posádce na jihu.
V souladu s podmínkami korejského příměří se v roce 1954 konala Ženevská konference o korejské otázce. Navzdory snahám mnoha zúčastněných zemí skončila konference bez vyhlášení sjednocené Koreje.
Příměří zřídilo Dozorčí komisi neutrálních národů (NNSC), která měla za úkol monitorovat příměří. Od roku 1953 jsou příslušníci švýcarských a švédských ozbrojených sil členy NNSC umístěnými v blízkosti demilitarizované zóny. Polsko a Československo byly neutrálními zeměmi, které si Severní Korea vybrala, ale Severní Korea vyhostila své pozorovatele poté, co tyto země přijaly kapitalismus.

## Vztahy po příměří

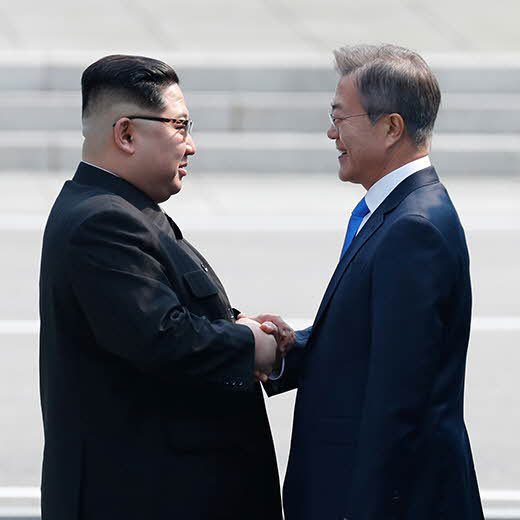
Mun a Kim si potřásají rukama nad demarkační linií

Od války zůstala Korea podél demilitarizované zóny rozdělená. Sever a Jih zůstávají ve stavu konfliktu, přičemž oba znepřátelené režimy se prohlašují za legitimní vládu celé země. Sporadická jednání nevedla k trvalému pokroku směrem ke znovusjednocení.
Dne 27. dubna 2018 se severokorejský vůdce Kim Čong-un a jihokorejský prezident Mun Če-in setkali v demilitarizované zóně. Pchanmundžomská deklarace, kterou oba vůdci podepsali, vyzvala k ukončení dlouhodobých vojenských aktivit v blízkosti hranic a ke znovusjednocení Koreje.
Dne 1. listopadu 2018 byly v celé demilitarizované zóně zřízeny nárazníkové zóny, které mají pomoci zajistit ukončení nepřátelských vztahů na zemi, na moři i ve vzduchu. Nárazníkové zóny se táhnou od severu ostrova Deokjeok k jihu ostrova Cho v Západním moři a severně od města Sokcho a jižně od okresu Tongchon ve Východním (Žlutém) moři. Kromě toho nebyly zřízeny žádné letové zóny.

## V populární kultuře

### Historická dramata
- Eyes of Dawn (1991–1992, televizní seriál MBC)
- Rustic Period (2002–2003, televizní seriál SBS)
- Seoul 1945 (2006, televizní seriál KBS1)
- M*A*S*H (1972–1983, americký seriál)
- M*A*S*H (1970, film Roberta Altmana)